# Charles Leaf
Charles Leaf   (Marylebone, Londres, 13 de novembre de 1895 - 19 de febrer de 1947) va ser un regatista anglès, vencedor d'una medalla olímpica.
Va estudiar al Harrow School, un internat independent per a nois, i al Trinity College de Cambridge. Era un arqueòleg aficionat. L'11 de gener de 1934 va ser elegit membre de la Societat d'Antiquaris de Londres (FSA). Va donar la majoria de les seves troballes arqueològiques al Museu Fitzwilliam de Cambridge.
El 1936 va prendre part en els Jocs Olímpics d'Estiu de Berlín, on va guanyar la medalla d'or en la classe de 6 metres del programa de vela. A bord del Lalage, formà tripulació junt a Christopher Boardman, Miles Bellville, Russell Harmer i Leonard Martin.
Durant la Primera Guerra Mundial va servir com a tinent a The Buffs i durant la Segona Guerra Mundial al RAF Balloon Command i als Marines Reials.